# Tomalá (ort)
Tomalá är en ort i Honduras.   Den ligger i departementet Departamento de Lempira, i den västra delen av landet, 170 km väster om huvudstaden Tegucigalpa. Tomalá ligger 1 144 meter över havet och antalet invånare är 5 302.
Terrängen runt Tomalá är lite bergig. Runt Tomalá är det ganska tätbefolkat, med 67 invånare per kvadratkilometer. Närmaste större samhälle är Guarita, 5,2 km sydväst om Tomalá. Omgivningarna runt Tomalá är en mosaik av jordbruksmark och naturlig växtlighet.